# Modiolula phaseolina
Modiolula phaseolina är en musselart som först beskrevs av Philippi 1844.  Modiolula phaseolina ingår i släktet Modiolula och familjen blåmusslor. Arten är reproducerande i Sverige. Inga underarter finns listade i Catalogue of Life.